# Karnak (film, 1975)
Pour les articles homonymes, voir Karnak (homonymie).
Pour plus de détails, voir Fiche technique et Distribution.
Karnak (El-Karnak) est un film égyptien réalisé par Ali Badrkhan, sorti en 1975.

## Synopsis
Le film raconte la répression en Égypte pendant le régime de Nasser, à travers l'arrestation de jeune étudiants dans un café du Caire (Karnak) en les accusant de tenir des réunions pour critiquer le régime en place.
Ce film, sorti sous le régime d'Anouar el-Sadate, critique vivement les abus des services de sécurité égyptienne et la politique du régime sous le président Nasser.

## Fiche technique
- Titre original : El-Karnak
- Titre français : Karnak
- Réalisation : Ali Badrkhan
- Scénario : Naguib Mahfouz, Mamdouh El-leithy
- Pays d'origine :  Égypte
- Date de sortie : 1975

## Distribution
- Souad Hosni: Zeinab
- Salah Zulfikar: Apparence spéciale comme Shoukry, le Député
- Nour El-Sherif : Ismail
- Farid Shawki: Badr
- Kamal El-Shennawi: l'inspecteur de police